# Уряд Парагваю
Уряд Парагваю — вищий орган виконавчої влади Парагваю.

## Голова уряду
- Президент — Орасіо Картес (англ. Horacio Cartes Jara).
- Віце-президент — Хуан Афара Масіель (англ. Juan Afara Maciel).

## Кабінет міністрів
Склад чинного уряду подано станом на 25 липня 2016 року.
| Логотип | Міністерство                                               | Міністр                                                             | Фото | Час на посаді | Час на посаді | Партія | Партія | Вебсайт |
| ------- | ---------------------------------------------------------- | ------------------------------------------------------------------- | ---- | ------------- | ------------- | ------ | ------ | ------- |
|         | Міністерство внутрішніх справ                              | Франсіско Хосе де Варгас Бенітес (Francisco Jose de Vargas Benitez) |      |               |               |        |        |         |
|         | Міністерство житлово-комунального господарства та зв'язку  | Рамон Хіменес Гаона (Ramon Jimenez Gaona)                           |      |               |               |        |        |         |
|         | Міністерство закордонних справ                             | Еладіо Лойзага Кабальєро (Eladio Loizaga Caballero)                 |      |               |               |        |        |         |
|         | Міністерство оборони                                       | Діогенес Мартінес (Diogenes Martinez)                               |      |               |               |        |        |         |
|         | Міністерство освіти і культури                             | Марта Юстіна Лафуенте (Marta Justina Lafuente)                      |      |               |               |        |        |         |
|         | Міністерство охорони здоров'я і соціального забезпечення   | Антоніо Карлос Барріос Фернандес (Antonio Carlos Barrios Fernandez) |      |               |               |        |        |         |
|         | Міністерство праці, зайнятості та соціального забезпечення | Гільєрмо Соса (Guillermo Sosa)                                      |      |               |               |        |        |         |
|         | Міністерство промисловості та комерції                     | Густаво Альфредо Лейте Гусінкі (Gustavo Alfredo Leite Gusinky)      |      |               |               |        |        |         |
|         | Міністерство сільського господарства                       | Хуан Карлос Баруха (Juan Carlos Baruja)                             |      |               |               |        |        |         |
|         | Міністерство у справах жінок                               | Ана Марія Баярді Квенснел (Ana Maria Baiardi Quensnel)              |      |               |               |        |        |         |
|         | Міністерство фінансів                                      | Сантьяго Пена (Santiago Pena)                                       |      |               |               |        |        |         |
|         | Міністерство юстиції                                       | Карла Басігалупо (Carla Bacigalupo)                                 |      |               |               |        |        |         |